# Ганс-Петер Гінш
Ганс-Петер Гінш (нім. Hans-Peter Hinsch; 30 липня 1914, Гамбург — 12 квітня 1967, Вашингтон) — німецький офіцер-підводник, капітан-лейтенант крігсмаріне, фрегаттен-капітан бундесмаріне.

## Біографія
8 квітня 1934 року вступив у рейхсмаріне. В 1937 році — вахтовий офіцер на підводному човні U-16, з жовтня 1938 по січень 1940 року — 1-й вахтовий офіцер на U-30. З 17 січня по 7 червня 1940 року — командир U-4, з 7 серпня 1940 по 6 квітня 1941 року — U-140, з 8 травня 1941 по 6 лютого 1943 року — U-569. З лютого 1943 року — інструктор і викладач стрільби 26-ї флотилії підводних човнів. 8 травня 1945 року взятий в полон. 20 січня 1946 року звільнений. Продовжив службу в бундесмаріне.
Всього за час бойових дій здійснив 10 походів (загалом 333 дні в морі), потопив 5 кораблів загальною водотоннажністю 14 484 брт і пошкодив 1 корабель (4 458 брт).
| Дата           | Назва корабля            | Тип                      | Тоннаж, брт | Вантаж           | Екіпаж | Загиблі | Країна             | Конвой  |
| -------------- | ------------------------ | ------------------------ | ----------- | ---------------- | ------ | ------- | ------------------ | ------- |
| 10 квітня 1940 | HMS Thistle (N24)        | Підводний човен типу «Т» | 1,090       |                  | 53     | 53      | Британська імперія |         |
| 3 грудня 1940  | Victoria City            | Торговий пароплав        | 4,739       | Сталь            | 43     | 43      | Британська імперія | HX-90   |
| 8 грудня 1940  | Penang                   | Вітрильник               | 2,019       | 3 250 тонн зерна | 18     | 18      | Фінляндія          |         |
| 8 грудня 1940  | Ashcrest                 | Торговий пароплав        | 5,652       | Сталь            | 38     | 38      | Британська імперія | SC-13   |
| 8 березня 1942 | Hengist                  | Торговий пароплав        | 984         | 700 тонн риби    | 32     | 3       | Британська імперія |         |
| 11 червня 1942 | Pontypridd (пошкоджений) | Торговий пароплав        | 4,458       | Баласт           | 48     | 2       | Британська імперія | ONS-100 |

## Звання
- Кандидат в офіцери (8 квітня 1934)
- Фенріх-цур-зее (1 липня 1935)
- Обер-фенріх-цур-зее (1 січня 1937)
- Лейтенант-цур-зее (1 квітня 1937)
- Оберлейтенант-цур-зее (1 квітня 1939)
- Капітан-лейтенант (1 квітня 1942)

## Нагороди
- Медаль «За вислугу років у Вермахті» 4-го класу (4 роки)
- Нагрудний знак підводника
- Залізний хрест 2-го класу